# DQ Herculis

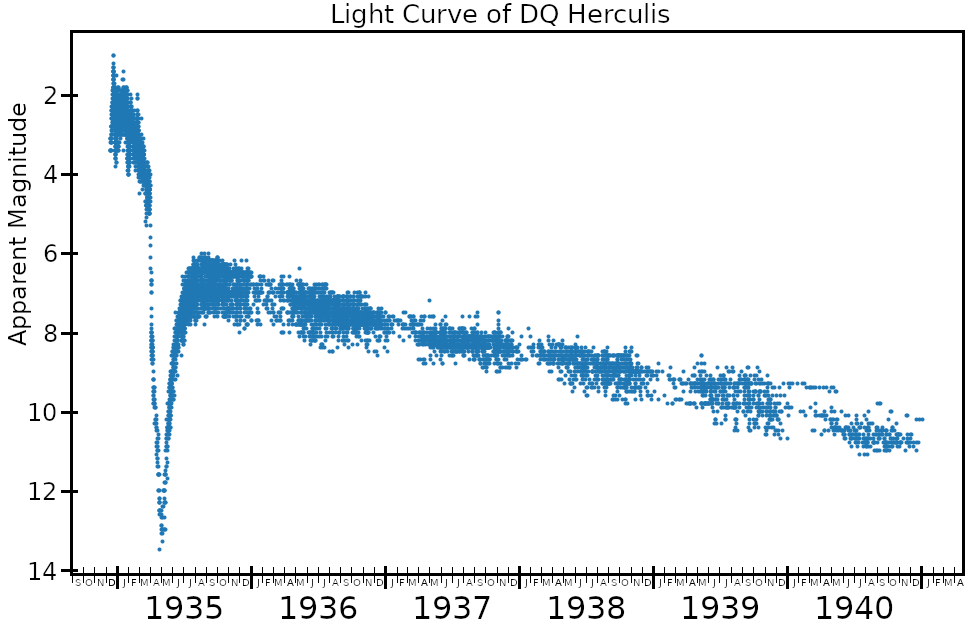
Lichtkromme van DQ Her

DQ Herculis is een veranderlijke ster in het sterrenbeeld Hercules.
In 1934 produceerde de ster een zeer heldere nova, Nova Herculis 1934 genaamd. DQ Herculis is een bedekkingsveranderlijke dubbelster, bestaande uit een witte dwerg en een rode hoofdreeksster (spectraalklasse M) met de uitzonderlijk korte periode van 4,65 uur. Daarnaast blijkt de totale helderheid van het dubbelstelsel nog te variëren met een periode van 71 seconden; die laatste schommeling wordt toegeschreven aan de rotatie van de witte dwergcomponent van het stelsel, op haar beurt het gevolg van asymmetrische gasstromen van de hoofdreeksster naar de witte dwerg. De ster is het prototype van de intermediaire polars.

## Bron
(en)  DQ Herculis in SIMBAD